# منطقه السفیره
منطقه السفیره (به عربی: منطقة السفیرة) یک منطقه در سوریه است که در استان حلب واقع شده‌است. منطقه السفیره ۱۷۸٬۲۹۳ نفر جمعیت دارد.